# Pó

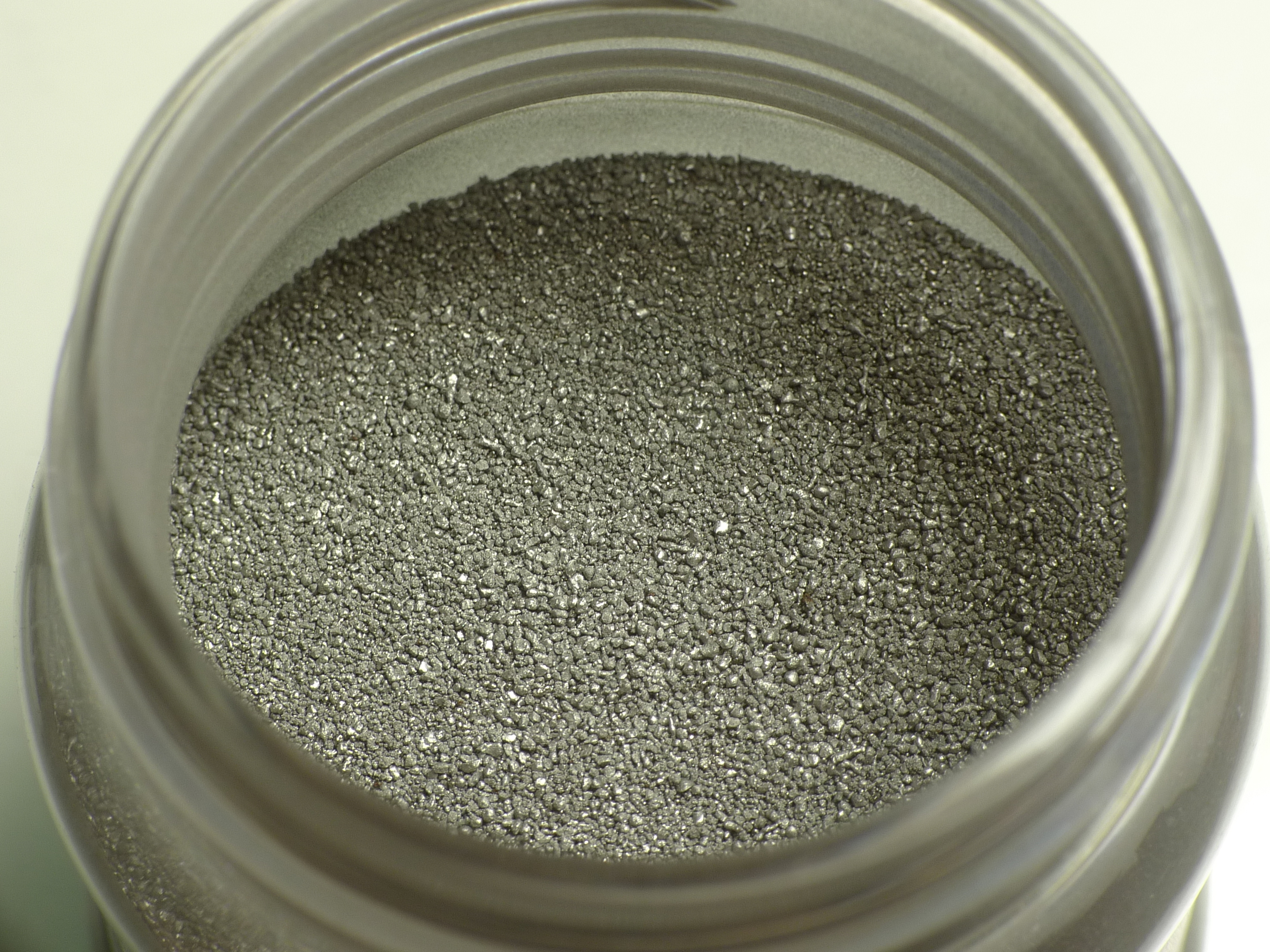
Pó de ferro.

Pó é um sólido seco a granel composto de uma grande quantidade de partículas muito finas que podem fluir livremente quando agitadas ou inclinadas. Os pós são uma subclasse especial de materiais granulares (em geral, cristais),
embora os termos pó e granulado sejam às vezes usados para distinguir classes separadas de material. Em particular, os pós se referem aos materiais granulares que têm tamanhos de grão mais finos, na ordem de
menos de 10 micrômetros (10 µm = 0.01 mm), e portanto, têm uma tendência maior de formar aglomerados quando fluindo. Já os granulados se referem aos materiais granulares mais grossos que não tendem a formar aglomerados, exceto quando úmidos.[carece de fontes?]

## Tipos

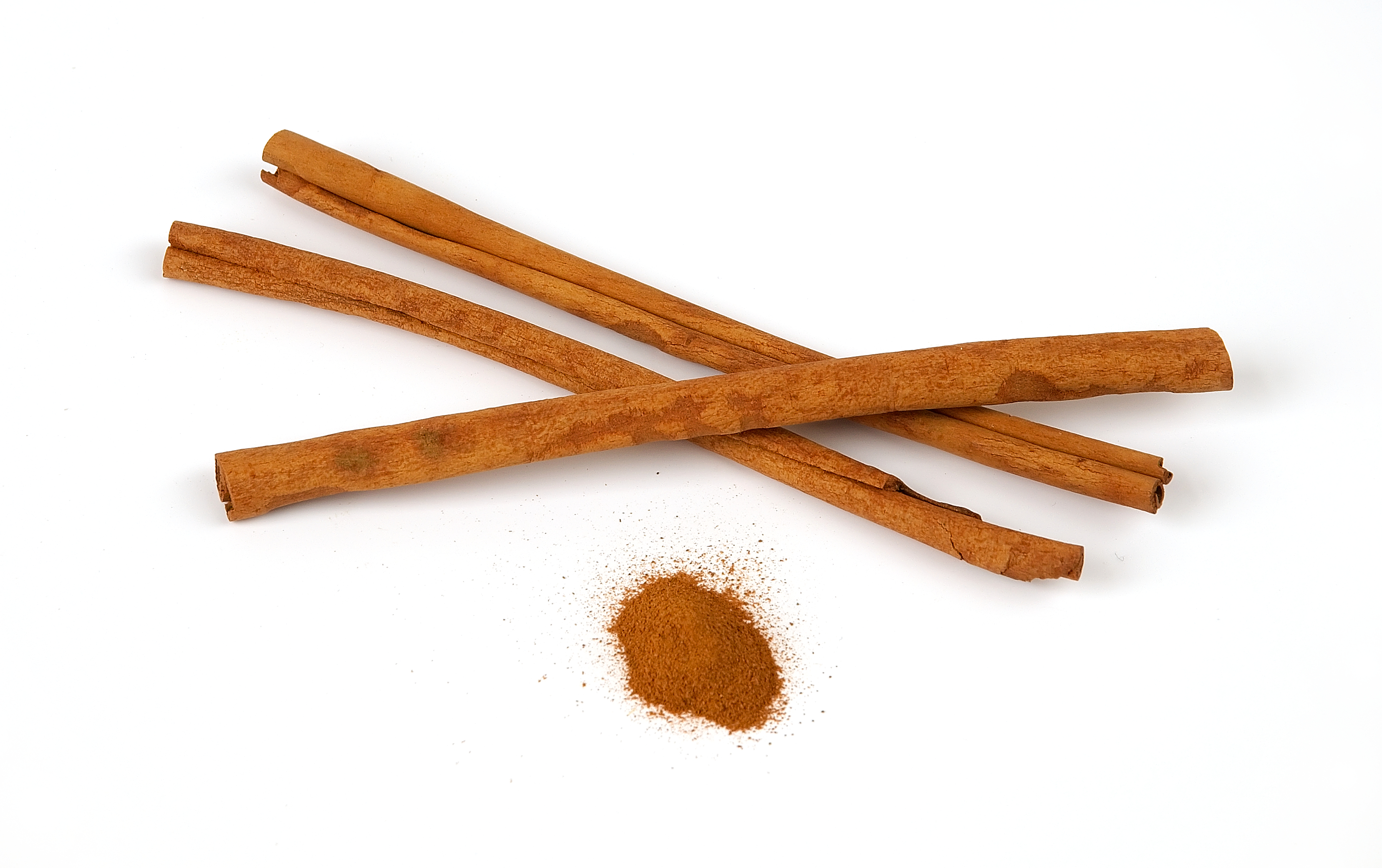
Canela em seu estado natural e reduzida a pó

Muitos produtos manufaturados vêm em forma de pó, tais como: farinha, açúcar, café moído, leite em pó, toner para copiadoras, pólvora, pós cosméticos e alguns produtos farmacêuticos. Na natureza, poeira, areia fina e neve, cinzas vulcânicas e a camada superior do regolito lunar também são exemplos.[carece de fontes?]
Devido à sua importância para a indústria, a medicina e a geociência, as características dos pós, como: densidade, distribuição de tamanho, plasticidade, forma, aerabilidade, fluidez, dureza, capacidade de atrito, propriedades elétricas, corrosibilidade, compressibilidade, entre outras, foram estudadas em grande detalhe por engenheiros químicos, engenheiros mecânicos, químicos, físicos, geólogos e pesquisadores de outras disciplinas.